# نارانپاناوه دمباتاگولا
نارانپاناوه دمباتاگولا (به لاتین: Naranpanawe Dembatagolla) یک منطقهٔ مسکونی در سری‌لانکا است که در استان مرکزی (سری‌لانکا) واقع شده‌است.